# Brzezina (Krapkowice)
Pour les articles homonymes, voir Brzezina.
Brzezina est une localité polonaise de la gmina de Walce, située dans le powiat de Krapkowice en voïvodie d'Opole.